# ルイーゼ・アマーリエ・フォン・ブラウンシュヴァイク＝ヴォルフェンビュッテル
ルイーゼ・アマーリエ・フォン・ブラウンシュヴァイク＝ヴォルフェンビュッテル（Luise Amalie von Braunschweig-Wolfenbüttel, 1722年1月29日 - 1780年1月13日）は、ブラウンシュヴァイク＝ヴォルフェンビュッテル公フェルディナント・アルブレヒト2世の娘。母はブラウンシュヴァイク＝ヴォルフェンビュッテル公ルートヴィヒ・ルドルフの娘アントイネッテ・アマーリエ。プロイセン王子アウグスト・ヴィルヘルムの妻で、プロイセン王フリードリヒ・ヴィルヘルム2世の母である。

## 生涯
1742年1月6日に19歳で、プロイセン王位の推定相続人である同年齢のアウグスト・ヴィルヘルム王子と結婚した。ルイーゼ・アマーリエの姉エリーザベト・クリスティーネは1733年にアウグスト・ヴィルヘルムの兄であるプロイセン王フリードリヒ2世と結婚していたが、実質的な夫婦生活がほとんどない2人の間には子供がなかった。そのため国王夫妻に代わってそれぞれの弟妹が継嗣をもうけることを期待された。1733年にはまた、エリーザベト・クリスティーネとルイーゼ・アマーリエの兄カールが、フリードリヒ2世の妹でアウグスト・ヴィルヘルムの姉のフィリッピーネ・シャルロッテと結婚している。
アウグスト・ヴィルヘルムとルイーゼ・アマーリエの間には3男1女が生まれた。
- フリードリヒ・ヴィルヘルム2世（1744年 - 1797年）　プロイセン王
- ハインリヒ（1747年 - 1767年）
- ヴィルヘルミーネ（1751年 - 1820年）　オランダ総督・オラニエ公ウィレム5世と結婚、オランダ王ウィレム1世の母
- ゲオルク・カール・エミール（1758年 - 1759年）

ルイーゼ・アマーリエは、末子が生まれた1758年に夫アウグスト・ヴィルヘルムと死別した後、長男フリードリヒ・ヴィルヘルムの即位を見届けることなく、姉エリーザベト・クリスティーネや義兄フリードリヒ2世に先立って1780年に死去した。